# كابل أباد
كابل‌ أباد هي قرية في مقاطعة خدا أفرين، إيران. عدد سكان هذه القرية هو 73 في سنة 2006.